# Zaireichthys rotundiceps
Zaireichthys rotundiceps е вид лъчеперка от семейство Amphiliidae. Видът не е застрашен от изчезване.

## Разпространение
Разпространен е в Ботсвана, Бурунди, Демократична република Конго, Замбия, Зимбабве, Кения, Малави, Намибия, Руанда, Танзания и Южна Африка.

## Описание
На дължина достигат до 3,8 cm.